# 엥엘홀름시

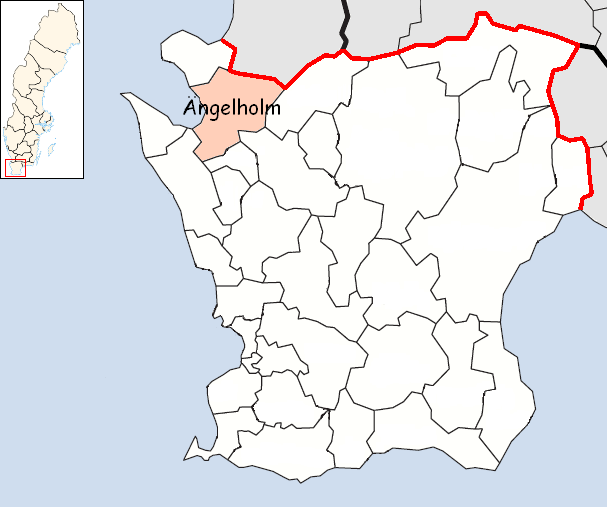
엥엘홀름 시의 위치

엥엘홀름시(스웨덴어: Ängelholms kommun)는 스웨덴 스코네주에 위치한 지방 자치체로 행정 중심지는 엥엘홀름이며 면적은 478.06km2, 인구는 41,336명(2016년 12월 31일 기준), 인구 밀도는 86명/km2이다.

시 문장